# Alexander Hamilton Coffroth

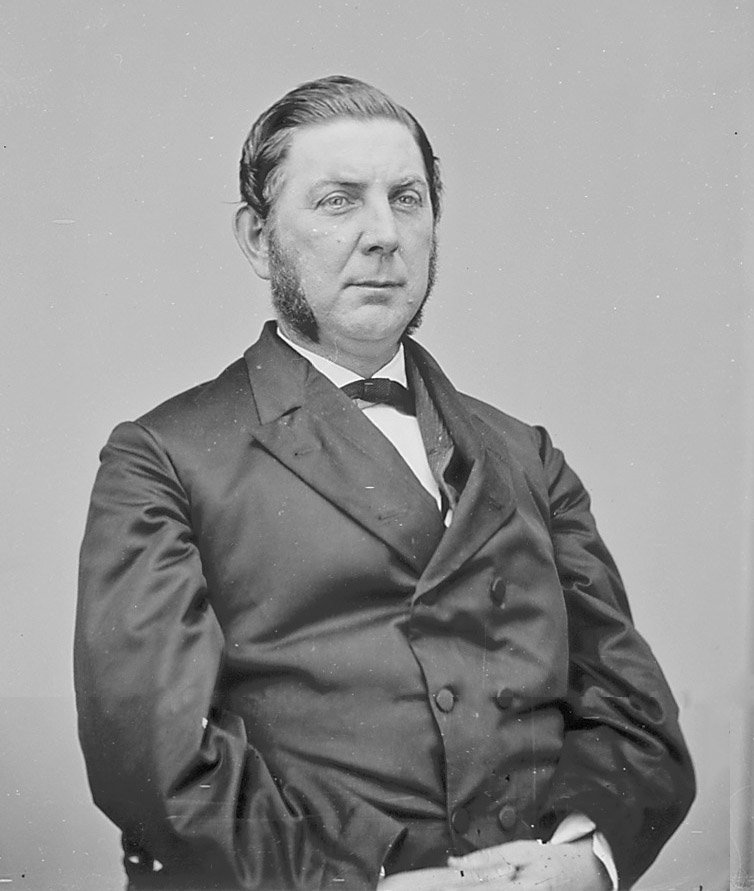
Alexander Hamilton Coffroth

Alexander Hamilton Coffroth (* 18. Mai 1828 in Somerset, Pennsylvania; † 2. September 1906 in Markleton, Pennsylvania) war ein US-amerikanischer Politiker. Zwischen 1863 und 1866 sowie nochmals von 1879 bis 1881 vertrat er den Bundesstaat Pennsylvania im US-Repräsentantenhaus.

## Werdegang
Alexander Coffroth besuchte die öffentlichen Schulen seiner Heimat und die Somerset Academy. Danach gab er in Somerset fünf Jahre lang eine Zeitung heraus. Nach einem Jurastudium und seiner 1851 erfolgten Zulassung als Rechtsanwalt begann er in Somerset in diesem Beruf zu arbeiten. Gleichzeitig schlug er als Mitglied der Demokratischen Partei eine politische Laufbahn ein. Er nahm an mehreren regionalen Parteitagen sowie im Jahr 1860 an beiden Democratic National Conventions in Charleston und in Baltimore teil. Außerdem war er im Juli 1872 erneut Delegierter auf dem Bundesparteitag in Baltimore. Im Jahr 1867 arbeitete er als Assessor of Internal Revenue für die Finanzverwaltung.
Bei den Kongresswahlen des Jahres 1862 wurde Coffroth im 16. Wahlbezirk von Pennsylvania in das US-Repräsentantenhaus in Washington, D.C. gewählt, wo er am 4. März 1863 die Nachfolge von Joseph Bailey antrat. Im Jahr 1865 wurde er wiedergewählt. Sein republikanischer Gegenkandidat William Henry Koontz legte aber gegen den Ausgang der Wahl Widerspruch ein. Als diesem stattgegeben wurde, musste Coffroth am 18. Juli 1866 sein Mandat an Koontz abtreten. In seine Zeit als Kongressabgeordneter fielen das Ende des Bürgerkrieges und die Ratifizierung des 13. Verfassungszusatzes, durch den die Sklaverei abgeschafft wurde. Bei den Trauerfeierlichkeiten für den ermordeten Präsidenten Abraham Lincoln war er einer der Sargträger.
Bei den Kongresswahlen des Jahres 1878 wurde Coffroth im 17. Distrikt seines Staates als Nachfolger von Jacob Miller Campbell erneut in den Kongress gewählt, wo er zwischen dem 4. März 1879 und dem 3. März 1881 eine weitere Legislaturperiode absolvierte. Während dieser Zeit war er Vorsitzender des Committee on Invalid Pensions.  Im Jahr 1880 verzichtete er auf eine erneute Kandidatur. Nach seiner Zeit im US-Repräsentantenhaus praktizierte Alexander Coffroth wieder als Anwalt. Er starb am 2. September 1906 – als letzter Sargträger der Lincoln-Trauerfeier – in Markleton und wurde in Somerset beigesetzt.